# Sauber C12
A Sauber C12 egy Formula–1-es versenyautó, amelyet a Sauber tervezett és versenyeztetett az 1993-as Formula–1 világbajnokság során. Ez volt a csapat első autója a sportágban. Pilótái Karl Wendlinger és JJ Lehto voltak.

## Áttekintés
A csapat partnere a Formula–1-be való visszatérést fontolgató Mercedes volt, amely az Ilmoron keresztül gyártott nekik motorokat, melyeket Sauber névre címkéztek át. A motorborításra fel is került a "Concept by Mercedes-Benz" felirat, amely utalt arra is, hogy a Worlds Sportscar Championship bajnokságban is szoros volt a felek közt az együttműködés.
A csapat egyik pilótája Karl Wendlinger lett, aki a WSC-ben már dolgozott a csapattal, két szezonban pedig a Leyton House csapattal is versenyzett. Társa JJ Lehto lett, aki 1989 óta több tucat nagydíjon is részt vett.

## A szezon
Lehto rögtön egy ötödik hellyel nyitott Dél-Afrikában, majd Imolában egy negyedik helyet is szerzett. Ő többször már nem szerzett pontot az idényben, Wendllinger viszont igen.
A legnagyobb gond az autó megbízhatóságával volt. Összesen 12 alkalommal estek ki mechanikai meghibásodások miatt, beleértve hét motormeghibásodást is. Mindazonáltal az idényt 12 megszerzett ponttal a hetedik helyen zárták, ami biztató kezdés volt.

## Eredmények
(Táblázat értelmezése)

(Félkövér: pole-pozícióból indult; dőlt: leggyorsabb kört futott) 

| Év   | Csapat                | Motor  | Gumik | Pilóták         | 1   | 2   | 3   | 4   | 5   | 6   | 7   | 8   | 9   | 10  | 11  | 12  | 13  | 14  | 15  | 16  | Pontok | Helyezés |
| ---- | --------------------- | ------ | ----- | --------------- | --- | --- | --- | --- | --- | --- | --- | --- | --- | --- | --- | --- | --- | --- | --- | --- | ------ | -------- |
| 1993 | Team Sauber Formula 1 | Sauber | G     |                 | RSA | BRA | EUR | SMR | ESP | MON | CAN | FRA | GBR | GER | HUN | BEL | ITA | POR | JPN | AUS | 12     | 7.       |
| 1993 | Team Sauber Formula 1 | Sauber | G     | Karl Wendlinger | KI  | KI  | KI  | KI  | KI  | 13  | 6   | KI  | KI  | 9   | 6   | KI  | 4   | 5   | KI  | 15  | 12     | 7.       |
| 1993 | Team Sauber Formula 1 | Sauber | G     | JJ Lehto        | 5   | KI  | KI  | 4   | KI  | KI  | 7   | KI  | 8   | KI  | KI  | 9   | KI  | 7   | 8   | KI  | 12     | 7.       |